# Werfener Hochthron
Der Werfener Hochthron ist mit einer Höhe von 2363 m ü. A. der dritthöchste und wohl einer der markantesten Berge im Tennengebirge in den nördlichen Kalkalpen. Er ragt am Südrand des weitläufigen Karstplateaus auf und bricht nach allen Seiten mit steilen Felswänden ab. Deshalb ist er auch einer der bekanntesten und beliebtesten Berge für Kletterer im Tennengebirge. Beachtlich ist der große Höhenunterschied zwischen Gipfel und Werfen im Tal der Salzach, welcher rund 1800 Meter beträgt. Das Panorama vom Gipfelkreuz ist umfassend und erlaubt einen Blick über den gesamten Pongau und zum gegenüber aufragenden Hochkönig.

## Routen
Der Werfener Hochthron zählt zu den anspruchsvollsten Gipfeln im Tennengebirge und kann nur durch Kletterei erreicht werden. Die Normalroute führt über den Südgrat zum Gipfel und bewegt sich im Schwierigkeitsgrad III- nach UIAA. Sie ist markiert und an zwei Stellen durch Seile erleichtert, aber nur von erfahrenen Bergsteigern mit Trittsicherheit, Schwindelfreiheit und Klettergewandtheit begehbar.